# 와이퍼

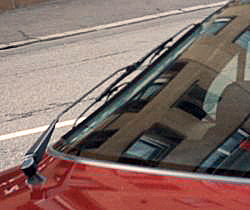

와이퍼(영어: wiper, 미국식 영어: windshield wiper, 영연방 영어: windscreen wiper; 문화어: 빗물닦개)는 자동차의 전면 유리와, 후면 유리에 있는 눈, 빗방울, 얼음, 와셔액, 물, 먼지 등을 닦아주는 장치다. 거의 모든 자동차에 장착되어 있으며, 일반 와이퍼와, 플랫 와이퍼, 하이브리드 와이퍼, 스프링클러 자체장착 와이퍼로 나뉘는데, 와이퍼는 자동차뿐만 아니라, 열차와 비행기에도 설치되어 있으며, 최근에는 우천 시에 빗물의 양을 감지해서 자동으로 작동하는 우천 감지식 와이퍼도 채용되고 있다.

## 모양에 따른 종류

### 일반 와이퍼
가장 많이 보편화된 방식이며, 과거의 전차종에 기본으로 적용되어왔다.

장점 : 리벳과 요크로 이루어진 관절 구조로 밀착 압력이 일정하며, 가격이 저렴하다.

단점 : 관절 사이에 이물질이 걸리면 떨림 현상을 일으키고 동절기에는 블레이드가 쉽게 동결되어 작동에 지장이 생길 수 있다.

### 플랫 와이퍼
일반 와이퍼의 단점을 보완한 방식으로 최근 생산되는 거의 모든 수입차에 기본으로 적용된다.

장점 : 공기 저항형 구조로 이루어져 있기 때문에 고속 주행시에도 안정적으로 닦이며, 블레이드의 동결이 일어나지 않는다.

단점 : 제품에 따라 와이퍼 끝부분 압력이 약해 끝부분 물기가 덜 닦일 수 있다.

### 하이브리드 와이퍼
일반 와이퍼와 플랫 와이퍼의 장점을 결합한 방식으로 최근 생산되는 내수용 국산차, 일부 수입차에 적용된다.

장점 : 공기 저항을 최소화하면서도 2~4개의 관절 구조로 이루어져 있기 때문에 균일하게 닦인다.

단점 : 다른 종류보다 가격이 다소 비싸고, 관절 구조에 이물질끼임, 동결 현상이 발생하여 성능이 저하될 수 있다.

### 스프링클러 자체장착 와이퍼
와이퍼 내에 스프링클러가 내장되어 있어 와이퍼 여러 군데에서 비눗물을 분사하기 때문에 유리를 더 효과적으로 닦을 수 있다.

적용 모델 : 2013~15년식 메르세데스-벤츠 S클래스

## 장착 위치에 따른 종류

그림 1(텐덤 방식) :  가장 기본적인 형태로 두 개가 같은 방향으로 작동.
그림 2(대향 방식) :  푸조 모델, 혼다 시빅, 일부 미니밴, 일부 대형 트럭 및 버스, 기아 카렌스 3세대 등. 작동 방향이 서로 반대임.
그림 3(대향 방식) : SEAT Altea, SEAT León Mk2, SEAT 톨레도 Mk3
그림 4(싱글 방식) : VAZ-1111 Oka 등
그림 5(싱글 방식) : 쌍용 체어맨 2세대 등
그림 6(수직 방식) : 주로 시내버스에서 많이 볼 수 있음.
그림 7(3단 방식) : MAN, 토요타 FJ 크루저, MGB, 일부 대형 버스에 사용. 그림 1(텐덤 방식)과 기본은 같음.
그림 8 : 주로 구형 소방차에 사용되었으나, 현재는 사용하지 않음.
그림 9 : 미국 군대 바퀴 차량, 일부 스쿨버스 등(국내 차종에는 없음).
그림 10 : 그림 1(텐덤 방식)과 기본은 같지만 방향이 반대(우측 운전석 자동차)

## 우천 감지식 와이퍼
우천 시, 빗물의 양을 감지해서 작동하며 와이퍼 컨트롤을 자동 위치로 설정하면 맑은 날에는 작동하지 않으며, 우천 시에 빗물의 양을 감지해서 속도와 간격을 자동으로 조절하면서 작동한다.

## 같이 보기
- 고무래
- 와이퍼 (동음이의)